# Línea 78 (EMT Madrid)
La línea 78 de la EMT de Madrid une la Glorieta de Embajadores con el barrio de San Fermín (Usera).

## Características

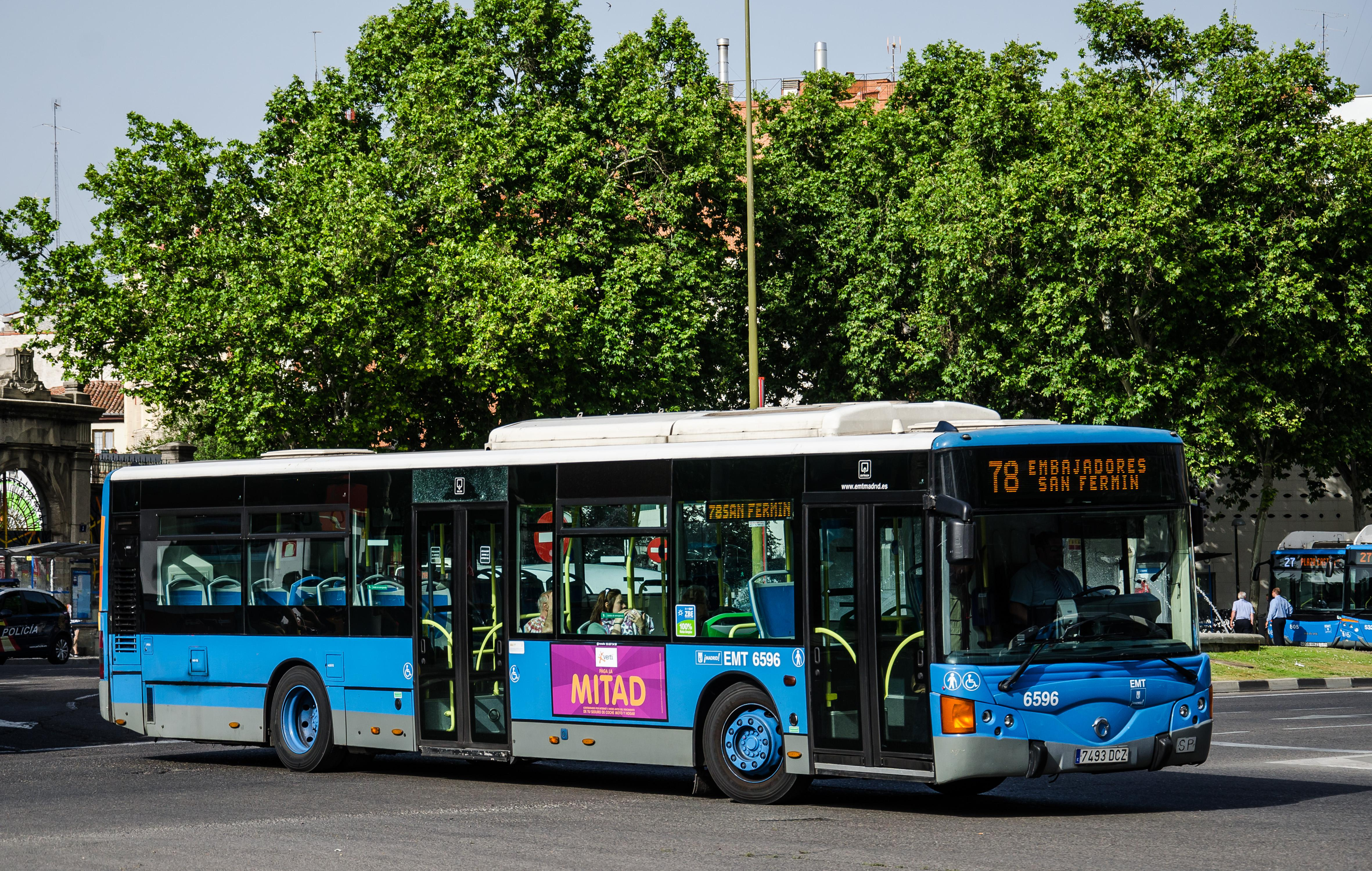
Autobús, ya desguazado, en la Glorieta de Embajadores

La línea se creó el 7 de abril de 1974 para sustituir un ramal de la periférica P-15 que iba desde Palos de La Frontera - Poblado Agrícola de Orcasitas. La primera línea 78 que circuló en la red de la EMT tenía el itinerario Gta. Embajadores - Poblado Agrícola de Orcasitas. Esta línea comunicaba un punto cercano al centro de Madrid con los barrios de Almendrales, Pradolongo, Zofío y Orcasitas del actual distrito de Usera. Hasta entonces servía para vertebrar Usera y proporcionar una vía más de acceso en autobús al centro de la ciudad.
Con el crecimiento de Orcasitas y la aparición al este del nuevo barrio de Orcasur, la línea amplió su recorrido hasta el mismo, y unos años después, en 1992 fue ampliada de nuevo hasta el barrio de San Fermín. De este modo, es hoy día la única línea que une entre sí los seis barrios que componen el distrito de Usera (de acuerdo con la división administrativa) en el orden siguiente según avanza su recorrido desde el centro de Madrid: Almendrales, Pradolongo, Zofío, Orcasitas, Orcasur y San Fermín.
El 19 de febrero de 2005 la línea prolongó su recorrido para atender a los nuevos desarrollos situados en Camino de Perales, en sentido Bº San Fermín prolongó su recorrido desde C/ Estafeta por C/ San Mario, donde estableció su nueva cabecera en la confluencia con Camino de Perales y en sentido Glorieta de Embajadores partía desde su nueva cabecera y continuaba por C/ San Mario y C/ Estafeta a su ruta habitual.

### Frecuencias
| Lunes a viernes laborables |               |
| De 6:00 a 8:00             | 13-20 minutos |
| De 8:00 a 20:00            | 11-13 minutos |
| De 20:00 a 23:00           | 13-17 minutos |
| Sábados laborables         |               |
| De 6:00 a 8:00             | 22-28 minutos |
| De 8:00 a 22:00            | 19-23 minutos |
| De 22:00 a 23:00           | 25-26 minutos |
| Domingos y festivos        |               |
| De 7:00 a 10:00            | 29-32 minutos |
| De 10:00 a 23:00           | 19-29 minutos |

## Recorrido y paradas

### Sentido Barrio de San Fermín
La línea inicia su recorrido en la Glorieta de Embajadores. Desde aquí sale por la calle de Embajadores en dirección sureste, por la que baja hasta pasar la Glorieta de Santa María de la Cabeza, poco después de la cual gira a la derecha por la calle de Jaime El Conquistador, que recorre entera.
Al final de esta calle gira a la izquierda por el Paseo de la Chopera, en dirección a la Plaza de Legazpi, donde gira a la derecha para pasar sobre el río Manzanares por el Puente de Andalucía, hasta llegar a la Glorieta de Cádiz.
En esta glorieta toma la salida hacia la calle Marcelo Usera, adentrándose en el distrito de Usera. Poco después de entrar por Marcelo Usera, la cual gira a la izquierda por la calle San Antonio de Padua, continuando al final de ésta por la calle Santuario hasta girar a la derecha por la calle del Cristo de la Victoria, que recorre hasta el final desembocando en la Avenida de Rafaela Ybarra.
Gira a la izquierda para incorporarse a la avenida y enseguida a la derecha por la calle Parque de la Paloma, rodeando el Polideportivo Municipal de Orcasitas al circular por esta calle, la calle Heno, la calle Avena y la calle de Ricardo Beltrán Rózpide, al final de la cual sale de nuevo a la Avenida de Rafaela Ybarra girando a la derecha.
A continuación la línea recorre esta avenida en dirección sur hasta entrar en el barrio de Orcasitas, dentro del cual da servicio a la calle Unidad girando a la izquierda y al final de esta calle sigue de frente por la Gran Avenida, por la que sale del barrio de Orcasitas y entra en Orcasur por la calle Campotéjar.
Dentro de Orcasur, da servicio a la estación de Orcasitas, situada en la calle Campotéjar y después a la calle Fernando Ortiz, la Plaza del Pueblo, la Avenida de Orcasur, la calle Dúrcal, la calle Moreja y la calle Salvador Martínez Lozano, saliendo del barrio por la calle Eduardo Barreiros en dirección norte.
Circula por la calle Eduardo Barreiros hasta la intersección con la Avenida de los Rosales, donde gira a la derecha para incorporarse a la misma, recorriéndola hasta la Glorieta de San Martín de la Vega, donde sale por la calle Antequera, ya dentro del barrio de San Fermín.
En este barrio circula por las calles Antequera, Estafeta y San Mario, teniendo su cabecera en esta última al llegar a la intersección con el Camino de Perales.
| Código | Parada                                         | Común con       | Conexiones con Metro y Cercanías | Otros |
| ------ | ---------------------------------------------- | --------------- | -------------------------------- | ----- |
| 3126   | EMBAJADORES                                    | 116 118         | Embajadores                      |       |
| 2818   | Embajadores-Santa María de la Cabeza           | 60 148          |                                  |       |
| 1928   | Santa María de la Cabeza (C/ Embajadores, 114) | 6 59 85 148     |                                  |       |
| 1931   | Jaime El Conquistador-Embajadores              | 6 148           |                                  |       |
| 1933   | Jaime El Conquistador                          | 6 148           |                                  |       |
| 1122   | Casa del Reloj                                 | 6 18 148        |                                  |       |
| 1124   | Legazpi-Matadero                               | 6 18 148        | Legazpi                          |       |
| 1935   | Glorieta de Cádiz                              | 6 47 247        |                                  |       |
| 1938   | San Antonio de Padua                           | 6               |                                  |       |
| 1939   | Santuario                                      | 6               |                                  |       |
| 2817   | Cristo de la Victoria-Santuario                |                 |                                  |       |
| 4524   | Cristo de la Victoria-Olvido                   |                 |                                  |       |
| 2820   | Cristo de la Victoria-Ferroviarios             |                 |                                  |       |
| 2822   | Cristo de la Victoria-Jaspe                    |                 |                                  |       |
| 5087   | Rafaela Ybarra-Pradolongo                      |                 |                                  |       |
| 4616   | Parque de la Paloma                            |                 |                                  |       |
| 4618   | Avena-Heno                                     |                 |                                  |       |
| 4620   | Avena-Beltrán y Rózpide                        |                 |                                  |       |
| 4622   | Polideportivo Orcasitas                        |                 |                                  |       |
| 1955   | Avenida de los Poblados-Rafaela Ybarra         | 6 60 81         |                                  |       |
| 1957   | Rafaela Ybarra-Cestona                         | 6 60 81 116 131 |                                  |       |
| 2824   | Unidad                                         | 81 116          |                                  |       |
| 4624   | Gran Avenida-Camino Viejo Villaverde           | 81 116          |                                  |       |
| 2828   | Plaza de la Asociación                         | 81 116          |                                  |       |
| 2830   | Campotéjar-Gran Avenida                        | 116             |                                  |       |
| 2832   | Campotéjar-Fernando Ortiz                      | 116             | Orcasitas                        |       |
| 2838   | Avenida Orcasur-Fernando Ortiz                 | 116             |                                  |       |
| 5287   | Orcasur-Pza. del Pueblo                        | 116             |                                  |       |
| 4880   | Moreja                                         | 116             |                                  |       |
| 2836   | Eduardo Barreiros-Salvador Martínez            | 116             |                                  |       |
| 2802   | Eduardo Barreiros-Avenida de los Rosales       | 76              |                                  |       |
| 945    | Glorieta San Martín de la Vega                 | 23 123          |                                  |       |
| 944    | Estafeta-Avenida San Fermín                    | 23 123          |                                  |       |
| 943    | Estafeta-Navascués                             | 23 123          |                                  |       |
| 940    | Estafeta-Carabelos                             | 23 123          |                                  |       |
| 938    | San Mario                                      | 23 123          |                                  |       |
| 2267   | SAN FERMÍN (C/ San Mario)                      |                 |                                  |       |

### Sentido Glorieta de Embajadores
El recorrido de vuelta es igual al de ida pero en sentido contrario con dos excepciones:
- Dentro de Orcasur, circula por la calle Graena en vez de por la calle Dúrcal.
- Dentro de Almendrales, circula por la calle homónima en vez de por la calle de San Antonio de Padua.

| Código | Parada                                   | Común con  | Conexiones con Metro y Cercanías | Otros |
| ------ | ---------------------------------------- | ---------- | -------------------------------- | ----- |
| 2267   | SAN FERMÍN (C/ San Mario)                |            |                                  |       |
| 937    | San Mario                                | 23 123     |                                  |       |
| 939    | Estafeta-Carabelos                       | 23 123     |                                  |       |
| 941    | Estafeta-Navascués                       | 23 123     |                                  |       |
| 943    | Estafeta-Avenida San Fermín              | 23 123     |                                  |       |
| 2839   | Glorieta San Martín de la Vega           | 23 123     |                                  |       |
| 2801   | Eduardo Barreiros-Avenida de los Rosales | 76         |                                  |       |
| 2840   | Moreja                                   | 116        |                                  |       |
| 2841   | Avenida Orcasur-Graena                   | 116        |                                  |       |
| 2835   | Plaza del Pueblo                         | 116        |                                  |       |
| 2833   | Campotéjar-Fernando Ortiz                | 116        | Orcasitas                        |       |
| 2831   | Campotéjar-Nívar                         | 116        |                                  |       |
| 2829   | Plaza de la Asociación                   | 81 116     |                                  |       |
| 4625   | Gran Avenida-Camino Viejo Villaverde     | 81 116     |                                  |       |
| 2825   | Unidad                                   | 81 116     |                                  |       |
| 2842   | Rafaela Ybarra-Cestona                   | 81 116 131 |                                  |       |
| 4814   | Avenida de los Poblados-Rafaela Ybarra   | 6 60 81    |                                  |       |
| 4623   | Polideportivo Orcasitas                  |            |                                  |       |
| 4621   | Avena-Beltrán y Rózpide                  |            |                                  |       |
| 4619   | Avena-Heno                               |            |                                  |       |
| 4617   | Parque de la Paloma                      |            |                                  |       |
| 5289   | Parque de la Paloma-Rafaela Ybarra       |            |                                  |       |
| 2823   | Cristo de la Victoria-Jaspe              |            |                                  |       |
| 2821   | Cristo de la Victoria-Ferroviarios       |            |                                  |       |
| 4525   | Cristo de la Victoria-Olvido             |            |                                  |       |
| 2593   | Cristo de la Victoria-Santuario          |            |                                  |       |
| 5358   | Santuario                                | 6          |                                  |       |
| 3912   | Glorieta de Cádiz                        | 6          |                                  |       |
| 1125   | Legazpi-Matadero                         | 6 18 148   | Legazpi                          |       |
| 1123   | Casa del Reloj                           | 6 18 148   |                                  |       |
| 1934   | Jaime El Conquistador                    | 6 148      |                                  |       |
| 1932   | Jaime El Conquistador-Embajadores        | 6 148      |                                  |       |
| 3561   | Santa María de la Cabeza                 | 148        |                                  |       |
| 2819   | Embajadores-Santa María de la Cabeza     | 60 148     |                                  |       |
| 2592   | Embajadores                              | 60 148     |                                  |       |
| 3126   | EMBAJADORES                              | 116 118    | Embajadores                      |       |

## Galería de imágenes

Mapa zonal de la estación de metro de Embajadores con los recorridos de las líneas de autobuses, entre las que aparece el 78.